# Wolfgangskapelle vor dem Stubentor

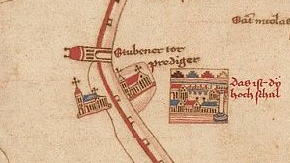
Links unterhalb des Stubentors ist die Wolfgangskapelle zu sehen (Ausschnitt aus dem Albertinischen Plan von 1421)

Die Wolfgangskapelle vor dem Stubentor ist eine 1529 abgegangene Kapelle vor dem Stubentor im Bereich der heutigen Biberstraße im 1. Wiener Gemeindebezirk Innere Stadt. Sie war dem heiligen Wolfgang geweiht.

## Geschichte
Neben den zahlreichen Siedlungen und Weilern in den fünf mittelalterlichen Vorstädten von Wien, war die sogenannte „scheffstraß“ bis zur Zerstörung im Zuge der Ersten Wiener Türkenbelagerung im Jahr 1529 in herzöglichem Besitz geblieben. Die Siedlung lag vor dem Stubentor und wurde von der Fernstraße Richtung Ungarn, der heutigen Weißkirchnerstraße und Landstraßer Hauptstraße, Stadtgraben, dem Wienfluss und einem Donauarm umgeben. Die Verwaltung dieser Siedlung erfolgte durch einen herzoglichen Amtmann, die Einnahmen gingen als Apanage an die Ehefrau des Landesfürsten. 1417 wird die Wolfgangskapelle erstmals als „neue Kapelle in der scheffstraß“ erwähnt. 1423 wurden zwei Pfund Pfennig zum Bau der neuen Kirche vermacht. 1419, 1426 und 1428 wurden dem Kirchengebäude Kelche, Teppiche und Kerzen geschenkt. Davon ausgehend dürfte das Gebäude zwischen 1417 und 1428 errichtet worden sein. Im um 1422 entstandenen Plan ist die Kapelle in der Nähe der Stadtmauer unterhalb des Dominikanerklosters bereits eingezeichnet. 1433 wird ein Hanns Gotesprunner als Verwalter der Wolfgangskapelle auf dem Graben vor dem Stubentor genannt. 
Das Patronat über die Kirche wurde wahrscheinlich von der „Wolfgangsbruderschaft“ übernommen, von der angenommen wird, dass sie eine Vereinigung der in der scheffstrass Gewerbetreibende, vor allem Lederer, Gerber, Binder und Fischer, waren. Für die Bewohner dieses Gebietes wurden in der Kapelle Gottesdienste gehalten. Im Zuge der Ersten Wiener Türkenbelagerung 1529 wurde die Kirche bis auf die Grundmauern zerstört, und später nicht wieder aufgebaut, da das Vorfeld der Stadtmauern, das sogenannte Glacis von jeglichem Bauwerk freigehalten werden musste.